# Комплекс ПДТУ
58°03′50″ пн. ш. 56°13′00″ сх. д. / 58.06389° пн. ш. 56.21667° сх. д.
Комплекс ПДТУ (рос. Комплекс ПГТУ, також називається Студентське містечко) — мікрорайон в правобережній частині Ленінського району міста Пермі, утворений в результаті будівництва навчальних корпусів Пермського державного технічного університету.
Будівництво комплексу почалося в 1969 році. Були побудовані: котельня і п'ятиповерховий гуртожиток, який згодом використовувався будівельниками і обслуговчим персоналом.
Офіційна дата початку будівництва — травень 1970 року. До 1989 року були побудовані:
- навчальні будівлі аерокосмічного, автодорожнього, хіміко-технологічного, електротехнічного факультетів, факультету фізико-математичної підготовки і ліцею № 1;
- чотири студентські гуртожитки на 2 180 місць;
- магазин, дитячий комбінат, їдальня;
- котельна, насосна станція, водозабірні свердловини, трансформаторні підстанції, телефонна станція, мережі водо-, електро- і теплопостачання, дороги.